# Sprengelia
Sprengelia es un género con 60 especies de plantas de flores perteneciente a la familia Ericaceae. 

## Especies seleccionadas
- Sprengelia andersonii F.Muell.
- Sprengelia aristata F.Muell.
- Sprengelia brachyanthera F.Muell.
- Sprengelia brachynema F.Muell.
- Sprengelia brachyota (F.Muell.) F.Muell.
- Sprengelia brevifolia F.Muell.
- Sprengelia coerulea F.Muell
- Sprengelia colossea F.Muell